# 부산광역시교육연구정보원
부산광역시교육연구정보원(釜山廣域市敎育硏究情報院, Busan Education Research and Information Center)은 교육이론과 실제의 조사·연구·분석, 교육자료의 제작·보급, 체계적이고 종합적인 교육정보 지원체제를 구축·제공함으로써 부산교육의 발전을 도모하기 위하여 부산광역시교육청 산하에 설치된 직속기관이다.
원장은 교육연구관으로 보한다.

## 연혁
- 1969년 1월 15일: 부산시교육연구소, 부산시청각교육원을 합하여 부산직할시교육연구원 설치
- 1995년 1월 1일: 부산광역시교육연구원으로 변경
- 1999년 1월 1일: 부산과학교육원을 통합해 부산광역시교육과학연구원으로 변경
- 2004년 3월 1일: 부산광역시교육과학연구원과 부산광역시교육정보원을 통합해 부산광역시교육연구정보원으로 변경

## 조직
원장
- 기획병가부
- 교육지원부
- 총무부
- 교육정책연구소